# Карловацкая духовная семинария
Ка́рловацкая духо́вная семина́рия (серб. Карловачка богословија, полное название Сербская православная духовная семинария святого Арсения в Сремских Карловцах, серб. Српска православна богословија Светог Арсенија у Сремским Карловцима) — духовная семинария Сербской православной церкви, расположенная в городе Сремски-Карловци. Представляет собой одно из старейших и наиболее значимых учебных заведений; носит имя святого Арсения Сремаца. Семинария сегодня расположена в бывшем особняке Церковно-народных фондов, одном из самых важных и самых ценных зданий в историческом центре Сремских Карловцев. Здание построено в 1902 году при поддержке патриарха Георгия (Бранковича).

## История
Духовная школа начала свою работу 1/14 февраля 1794 года в Сремских Карловцах благодаря митрополиту Стефану (Стратимировичу). Он расположен в здании Нормальной школы, а первым администратором и профессором был Петар Йованович-Видак. Через несколько лет, также благодаря участию митрополита, было открыто Благодеяние, где бесплатно питались бедные ученики духовной школы и гимназии (1797). Учебный год длился с начала ноября до конца августа. Вначале обучение длилось два года, но с 1825/26 учебного года оно было увеличено до трёх лет. Работа школы в этот период несколько раз прерывалась: из-за чумы (1795/1796), в связи с революционными событиями (1848—1849) и в связи с её реорганизацией (1872—1875).
После издания Королевского рескрипта в 1868 году семинария была реформирована. Реформированная школа начала свою работу в 1875/1876 учебном году, когда был открыт первый класс. В семинарию принимались выпускники средней школы, сдавшие экзамен на зрелость, но первоначально этому требованию соответствовало лишь небольшое количество кандидатов. Каждый следующий год открывался один класс, а в 1878/79 учебном году был открыт и четвертый, последний класс Карловацкой семинарии. Студенты, кроме обычных занятий, были обязаны каждый день ходить в храм на утреню, а по воскресеньям и праздникам на Литургию. Учебный год начался 28 августа и длился 10 месяцев. Первый устав Православного Сербского богословского училища был принят в 1897 году, а следующий — в 1906 году.
В 1891/1892 учебном году семинария была переведена в новое здание (часть нынешнего здания гимназии), пожертвование братьями Анджеличами — патриарха Германа и протоиереем Стефаном. Благодаря стараниям и стараниям Патриарха Георгия (Бранковича), в 1903 году для нужд семинарии было построено здание семинарии. В 1914 году, накануне Первой мировой войны, венгерские власти закрыли семинарию в качестве меры выдавливания сербов за реки Саву и Дунай. Таким образом, в годы Первой мировой войны школа не работала, её ненадолго возобновили в 1917/1718 годы только для студентов последних курсов.
После Первой мировой войны продолжилось богословское образование в Сремских Карловцах. Затем администрация Белградской духовной семинарии, оставшаяся во время войны без собственного здания, переехала в здание духовной семинарии в Сремских Карловцах. Она действовала здесь до начала Второй мировой войны как Семинария Святого Саввы.
Карловацкая семинария была возобновлена в 1964 году как часть семинарии Святого Саввы в Белграде, а затем переведена в здание Народно-церковных фондов, где и работает до сих пор. Спустя три года решением Священного Архиерейского Синода она была объявлена самостоятельным учебным заведением под названием Духовная семинарии святого Арсения.

## Ректоры
- Иларион (Руварац), архимандрит (1875—1882)
- Никола Круль, протоиерей (1910-е)

## Награды
- Сретенский орден I степени (2020)[2].